# Sextonia longirostris
Espèce
Synonymes
- Idunella longirostris (Chevreux, 1920)[1]

Sextonia longirostris est une espèce de crustacés amphipodes de la famille des Liljeborgiidae.